# Tob
Tob va ser una ciutat cananea a l'est del llac Tiberíades, probablement a la regió de Batanea. Se suposa que podria correspondre a la moderna Taibiyah, però no se sap segur.
El territori era vassall d'Egipte i cap a l'any 1350 aC és esmentada a una de les cartes d'Amarna amb el nom de TuBu, on es fa referència a un "home de la ciutat" és a dir, un "governador". Jeftè, que després va ser jutge dels israelites, va fugir a aquesta ciutat potser cap a l'any 1100 aC, fugint dels seus germans que l'havien expulsat de casa seva. Allà va reclutar una força d'aventurers que sortien amb ell. Quan els ammonites van començar una guerra contra Israel, els ancians de Galaad van pensar en Jeftè com a cap de l'exèrcit hebreu i el van anar a buscar a Tob. Primer va presentar objeccions, dient que ells l'havien expulsat de casa del seu pare, però després va acceptar i el poble el va nomenar general de l'exèrcit.
Segons diu el Primer llibre dels Macabeus, Judes va anar a socórrer els israelites que havien estat vençuts pels selèucides. Va rebre una carta on deia:
| «                                   | Tots els nostres germans que vivien al país de Tob han mort assassinats. L'enemic s'ha endut captius les seves dones i els seus fills i ha confiscat els seus béns. Han mort allí prop d'un miler d'homes. | » |
| — Primer llibre dels Macabeus. 5:13 | |   |